# Раджкамал Чаудгарі
Раджкамал Чаудгарі (англ. Rajkamal Chaudhari; 1929-1967), був індійським поетом, есеїст, письменник, критик і мислитель гінді, майтгілі і бенгальської мов. Він був відомий як «сміливий лідер нової індійської поезії» і письменник, який окремішньо стоїть серед плеяди інших літературних експериментаторів. 

## Життєвий шлях
Раджа Камаль народився в селі Магісхі (Mahishi) в районі Сагарса (Saharsa) штату Біхар. Він був старшим сином Мадгусудан Чоудгарі (Madhusudan Choudhary), відомий вченим свого часу. У ранньому дитинстві потребував батьківської ласки, оскільки він часто страждав через передчасну втрату його лагідної й турботливої матері. Цей інцидент залишив глибокий слід в його свідомості. Пізніше він закінчив коледж Марварі в сфері торгівлі, а в Багалпурі, він присвятив себе своїм творчим пошукам. Коли ж в Калькутті (нині Колката) він зконтактував з літературною групою «Ґанґреалізтів» (Hungryalists), відомими ще під назвою «Врукхі Пергі» (Bhukhi Peerhi), то це сприяло в подальшому його визначенні творчого шляху. He was in close contact with Patna-based Malay Roychoudhury , Subimal Basak and Samir Roychoudhury of the Bhukhi Peerhi movement. Він знаходився в тісному контакті в Патні Малай Ройчодгурі (Malay Roychoudhury), Сабімаль Басак (Subimal Basak) і Самір Ройчодгурі (Samir Roychoudhury) цього руху молодих експериментаторів. 

## Творчий шлях
Раджкамал Чаудгарі, безсумнівно, мав задатки, як творчий геній та багатогранний талант. У своєму бурхливому житті, яке тривало лише 38 років, він спробував себе в різних жанрих, хоча, на жаль, без значної міри визнання, хоча по смерті було таки визнано його видатні творчі успіхи, які дійсно заслуговують на увагу: 
- «Machhali Mari Hui» (A Dead Fish),  роман[2].
- «Nadi Bahati Thi» (There Flowed a River), (Там текла річка), роман
- «Mukti Prasanga» [3]  (поема яку вивчають в багатьох коледжах і університетах країни, включаючи Делійський університет)
- «Kankawati» Kankawati
- «Das Kavita» Das Kavita
- «Agni-snaan» Агні-snaan
- «Paththar ke neeche dabe hue haath»
- «Tash ke patton ka shahar»

Його творчості присутній життєвий реалізм. Адже він пильно спостерігав суперечки і розломи гінді суспільства й чутливо реагував на його брудні та неприємні сторони, які не цурався й зообразити в своїх творах. І, не приховуючи їх від читача, не прикриваючись привабливим евфемізмами і красивими  символами чи словами, він виявивляв свою мужність, щоб зобразити все, з притаманною тільки йому пронизливою прямолінійністю. Хоча за таке Чаудгарі Раджкамал потерпав, й на жаль в свій час справжній зміст йоготворчості не були оцінені відповідно, та йдо сих пір ще ставляться співчутливо не розуміючи всієї тієї глубини та щирості непересічного таланту.